# Inala
Inala is een voorstadje van het Australische Brisbane, de hoofdstad van het deelgebied Queensland. Het is ongeveer 4,2 km² in omvang voor plusminus 12.500 inwoners en werd grootdeels na de Tweede Wereldoorlog tot bewoonbaar gebied verbouwd.
Inala bezit eigen voorzieningen als een bibliotheek, verschillende scholen en sportclubs en een woningbouwvereniging.

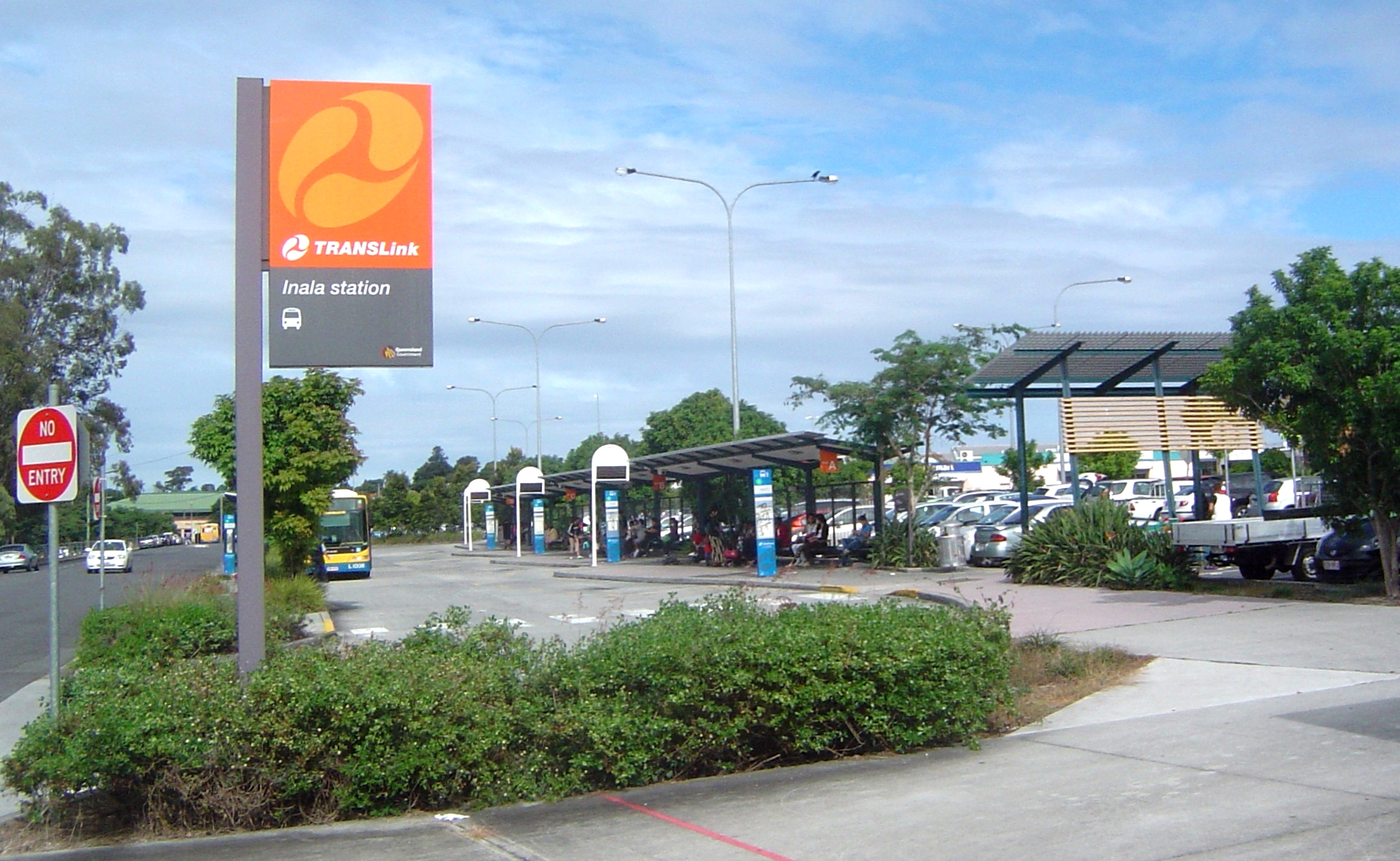
Busstation in Inala
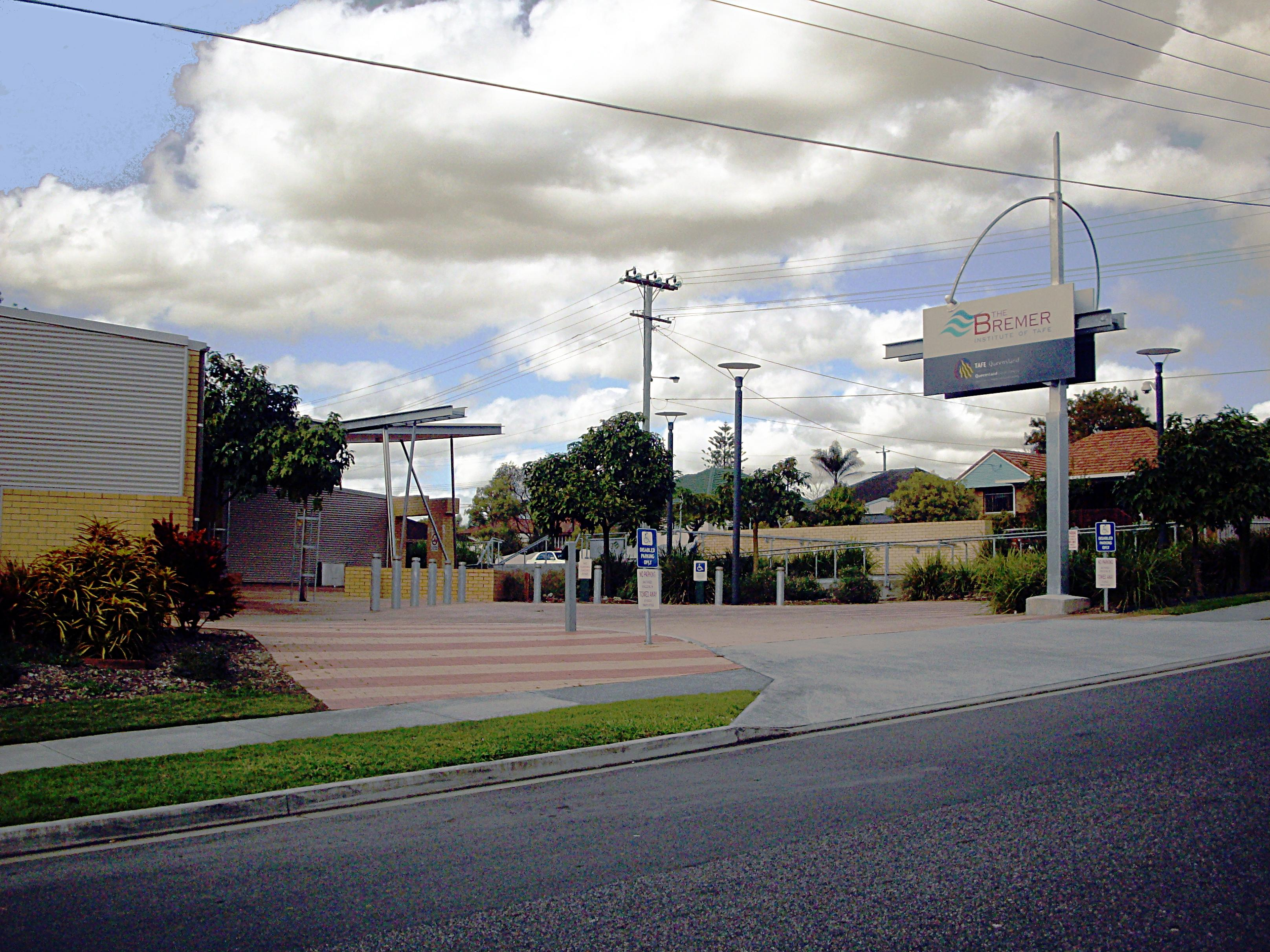
The Bremer Institute of TAFE, de plaatselijke technische hogeschool